# Wo Gott der Herr nicht bei uns hält, BWV 178

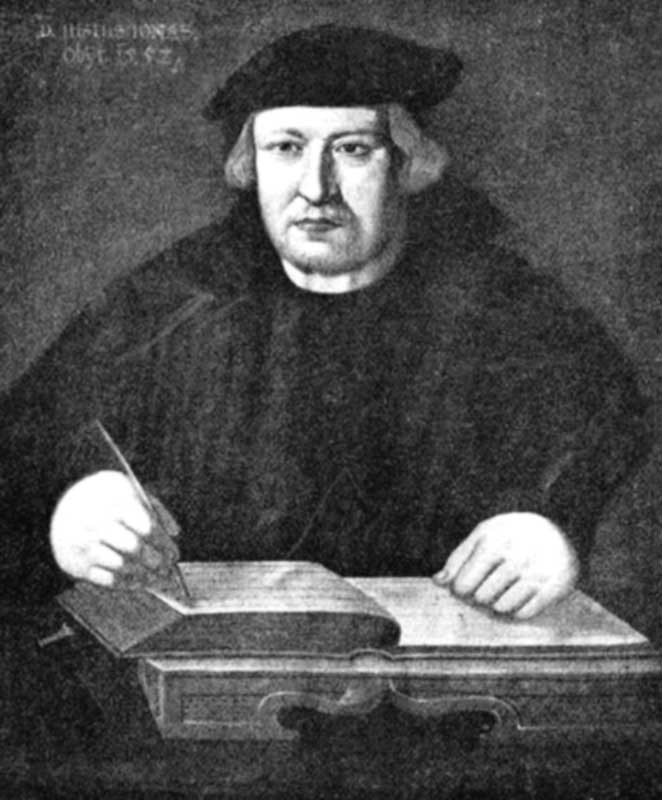
Der lutherische Reformator Justus Jonas, Autor des Liedes

Wo Gott der Herr nicht bei uns hält (BWV 178) ist eine Kirchenkantate von Johann Sebastian Bach. Er schrieb die Choralkantate in Leipzig für den 8. Sonntag nach Trinitatis und führte sie am 30. Juli 1724 zum ersten Mal auf. Die achte Kantate seines zweiten Kantatenzyklus basiert auf dem Lied Wo Gott der Herr nicht bei uns hält (1524) von Justus Jonas, einer Umdichtung von Psalm 124.

## Geschichte und Worte
Bach komponierte die Kantate in seinem zweiten Jahr in Leipzig für den 8. Sonntag nach Trinitatis als achte Kantate in seinem 2. Jahreszyklus, den er am ersten Sonntag nach Trinitatis mit O Ewigkeit, du Donnerwort BWV 20, begonnen hatte. 
Die vorgeschriebenen Lesungen für den Sonntag waren als Epistel Röm 8,12–17 , „Welche der Geist Gottes treibt, die sind Gottes Kinder“, und als Evangelium Mt 7,15–23 , ein Abschnitt aus der Bergpredigt, die Warnung vor falschen Propheten. Dem Werk liegt das gleichnamige Lied in acht Strophen von Justus Jonas zugrunde. 
Der Mitarbeiter Luthers dichtete Psalm 124 um, das Lied wurde 1524 im Erfurter Enchiridion veröffentlicht. Das Thema des Psalms, die Not angesichts tobender Feinde, passt zum Evangelium. Verglichen mit anderen Choralkantaten des Zyklus wurden mit sechs von acht Strophen ungewöhnlich viele im Originaltext belassen. Allerdings ergänzte ein unbekannter Dichter die 2. und die 5. Strophe durch Rezitative. Die 3. und die 6. Strophe dichtete er zu Arien um. Dabei ging er in der letzten Arie über den Satz „Vernunft kann das nicht fassen“ des Reformators hinaus und formulierte einen Einwand gegen den Rationalismus, indem er der „taumelnden Vernunft“ gebot zu schweigen.
Bach führte die Kantate erstmals am 30. Juli 1724 auf. Johann Nikolaus Forkel lieh sich das Manuskript von Bachs Choralkantaten von dessen Sohn Friedemann aus und kopierte daraus zwei der Kantaten, neben dieser Kantate auch Es ist das Heil uns kommen her, BWV 9.

## Besetzung und Aufbau
Die Kantate ist besetzt mit drei Gesangssolisten (Alt, Tenor und Bass), Horn, zwei Oboen, zwei Oboe d’amore, zwei Violinen, Viola und Basso continuo.
1. Coro: Wo Gott der Herr nicht bei uns hält
2. Chorale e recitativo (Alto): Was Menschenkraft und -witz anfäht
3. Aria (Bass): Gleichwie die wilden Meereswellen
4. Chorale (Tenor): Sie stellen uns wie Ketzern nach
5. Chorale e recitativo (Alt, Tenor, Bass): Auf sperren sie den Rachen weit
6. Aria (Tenor): Schweig, schweig nur, taumelnde Vernunft!
7. Chorale: Die Feind sind all in deiner Hand

## Musik
Wie in den meisten Choralkantaten Bachs ist der Eingangschor eine Choralphantasie. Die Melodie wurde 1529 anonym in Wittenberg veröffentlicht. Der Sopran singt die Melodie zeilenweise als cantus firmus, verstärkt vom Horn, zum unabhängigen Concerto des Orchesters. Die Streicher spielen den ganzen Satz hindurch erregte punktierte Rhythmen, die Oboen Sechzehntelläufe. Die vokalen Unterstimmen singen manchmal homophon, manchmal in der Motivik der Instrumente. Durch diesen Gegensatz unterstreicht Bach im ersten Stollen der Barform den Unterschied zwischen der Stabilität des Haltens, wobei die Negation keine Rolle spielt, und dem Toben der Feinde. Er wiederholt diese Abfolge im 2. Stollen, obwohl sie dort nicht zum Sinn des Textes passt.
In der folgenden Choralstrophe mit Rezitativ unterscheidet Bach die Choralzeilen vom Secco-Rezitativ, indem er sie kunstvoll durch eine wiederholte Figur im Continuo begleiten lässt, die vom Anfang der betreffenden Zeile abgeleitet ist, doch viermal so schnell erscheint.
Die erste Arie zeigt das Bild der Meereswellen in wellenförmiger Melodieführung in der Singstimme, der obligaten Stimme der vereinten Violinen und im Continuo. Der Bass hat anspruchsvolle Koloraturen zu singen auf die Worte „Meereswellen“ und besonders „zerscheitern“.
Im Zentrum der Kantate steht eine unveränderte Choralstrophe, die vom Alt unverziert gesungen und von den Oboi d'amore und dem Continuo als gleichwertigen Partnern begleitet wird.
In Satz 5 unterscheidet Bach anders zwischen Choral und Rezitativ als in Satz 2. Die Choralteile sind vierstimmig gesetzt, die Rezitativteile werden von verschiedenen einzelnen Sängern vorgetragen in der Abfolge Bass, Tenor, Alt, Bass. Im Continuo erklingen den ganzen Satz hindurch Dreiklangsmotive in regelmäßiger Bewegung.
In der letzten Arie erfindet Bach einen einfallsreichen Streichersatz, um das Taumeln der Vernunft in synkopischem Rhythmus auszudrücken, der durch wiederholte akkordische Rufe auf den Text „schweig!“ unterbrochen wird. Die Dramatik der Arie kommt nur im Mittelteil zur Ruhe, wenn die Worte „so werden sie mit Trost erquicket“ durch eine Fermate und die Bezeichnung adagio gedeutet werden. Die Kantate wird durch zwei Strophen des Chorals in schlichtem vierstimmigen Satz beschlossen.

## Einspielungen
- The RIAS Bach Cantatas Project (1949–1952). Karl Ristenpart, RIAS Kammerchor, RIAS Kammerorchester, Ingrid Lorenzen, Helmut Krebs, Dietrich Fischer-Dieskau. Audite 1950.
- Die Bach Kantate Vol. 44. Helmuth Rilling, Gächinger Kantorei, Bach-Collegium Stuttgart, Gabriele Schreckenbach, Kurt Equiluz, Wolfgang Schöne. Hänssler 1972.
- Bach-Kantaten Vol. 4 – Sonntage nach Trinitatis I. Karl Richter, Münchener Bach-Chor, Münchener Bach-Orchester. Julia Hamari, Peter Schreier, Dietrich Fischer-Dieskau. Archiv Produktion 1977
- J.S. Bach: Das Kantatenwerk, Folge 41 – BWV 175–179. Nikolaus Harnoncourt, Tölzer Knabenchor, Concentus Musicus Wien, Panito Iconomou als Knabensolist, Kurt Equiluz, Robert Holl. Teldec 1988.
- Bach Edition Vol. 11 – Cantatas Vol. 5. Pieter Jan Leusink, Holland Boys Choir, Netherlands Bach Collegium, Sytse Buwalda, Knut Schoch, Bas Ramselaar. Brilliant Classics 1999.
- J. S. Bach: Complete Cantatas Vol. 14. Ton Koopman, Amsterdam Baroque Orchestra & Choir, Annette Markert, Christoph Prégardien, Klaus Mertens. Antoine Marchand 2000.
- Bach Cantatas Vol. 5: Rendsburg/Braunschweig / For the 8th Sunday after Trinity / For the 10th Sunday after Trinity. John Eliot Gardiner, Monteverdi Choir, English Baroque Soloists, Robin Tyson, Christoph Genz, Brindley Sherratt. Soli Deo Gloria 2000.
- J. S. Bach: Cantatas Vol. 23 – Cantatas from Leipzig 1724 – BWV 10, 93, 107, 178. Masaaki Suzuki, Bach Collegium Japan, Matthew White, Makoto Sakurada, Peter Kooij. BIS 2002.
- J. S. Bach: Cantatas for the Complete Liturgical Year, Vol. 3: „Ich habe genug“ – Cantatas BWV 82, 102, 178. Sigiswald Kuijken, La Petite Bande, Elisabeth Hermans, Petra Noskaiová, Christoph Genz, Jan van der Crabben. Accent 2008.
- J. S. Bach: Wo Gott der Herr nicht bei uns hält. Georg Christoph Biller, Thomanerchor, Gewandhausorchester, Susanne Krumbiegel, Martin Petzold, Matthias Weichert. Rondeau Production 2008.